# U-954
U-954 — средняя немецкая подводная лодка типа VIIC времён Второй мировой войны.

## История
Заказ на постройку субмарины был отдан 10 апреля 1941 года. Лодка была заложена 10 февраля 1942 года на верфи «Blohm + Voss» в Гамбурге под строительным номером 154, спущена на воду 28 октября 1942 года. Лодка вошла в строй 23 декабря 1942 года.

### Флотилии
- 23 декабря 1942 года — 30 апреля 1943 года — 5-я флотилия (учебная)
- 1 мая 1943 года — 19 мая 1943 года — 9-я флотилия

## История службы
Потоплена 19 мая 1943 г. в Северной Атлантике, к юго-востоку от мыса Фаревелл, (54°54′ с. ш. 34°19′ з. д.) британским фрегатом HMS Jed и шлюпом HMS Sennen. Командир Одо Лёве и все члены экипажа погибли.
На U-954 погиб также Петер Дёниц, младший сын адмирала Карла Дёница, бывший на ней вахтенным офицером.

## Источник
1. Герберт Вернер Стальные гробы. Немецкие подводные лодки: секретные операции 1941-1945 — М.: ЗАО Изд-во Центрполиграф, 2001. — С. 202. — 474 с. — ISBN 5-227-01245-8